# NKF Japanese Encoder
nkf (skrót od Network Kanji Filter) - program dla systemu UNIX służący do kodowania znaków w języku japońskim. Wspiera JIS, Shift JIS, EUC-JP, a także Unicode.